# Cahir
Cahir (irisch An Chathair, so viel wie „Steinfort“ oder Dun), früher auch Caher geschrieben, ist eine Stadt mit 3679 Einwohnern (2022) am Fluss Suir im County Tipperary in der Republik Irland. Ihre Lage an der Kreuzung der N8 und der N24 sowie mehrerer Landstraßen machen den Ort zu einem Verkehrsknotenpunkt. Die nahe gelegenen Galtee- und Knockmealdown Mountains machen den Ort für den Wandertourismus interessant.

## Sehenswürdigkeiten
Das Stadtbild wird vom Cahir Castle (Caisleán na Cathrach) geprägt. Die gut erhaltene Burg liegt mitten in der Stadt auf einer Felseninsel im Suir. Mit der Errichtung der Burg wurde im Jahre 1142 von Conor O’Brian begonnen. Sie galt jahrhundertelang als uneinnehmbar. 1599 wurde sie, nach kurzer Belagerung, vom Earl of Essex das erste Mal erobert (siehe Belagerung von Cahir Castle). Cromwell eroberte sie 1650 dann ein zweites Mal. Bis zum Jahr 1964 war die Burg im Besitz der Familie Butler. Seither gehört sie dem irischen Staat und kann besichtigt werden. Nach mehreren Restaurierungen ist die Burg heute in hervorragendem Zustand und diente in den letzten Jahren mehrfach als Kulisse für Filmaufnahmen.
Etwa zwei Kilometer südlich des Ortskerns liegt, auf einer kleinen Anhöhe, Swiss Cottage. Es wurde 1810 im Stil einer Ornamental Farm von dem Regency-Architekten John Nash im Auftrag von Richard Butler, dem 12. Earl of Cahir, errichtet. An dem zweigeschossigen Gebäude fällt vor allem das weit heruntergezogene Reetdach auf. Außerdem kommt das asymmetrische Haus mit nur wenigen rechten Winkeln aus und bietet viele reizvolle architektonische Details.
Am Ortsrand befindet sich mit der Cahir Abbey die Ruine eines Augustinerklosters aus dem 13. Jahrhundert.

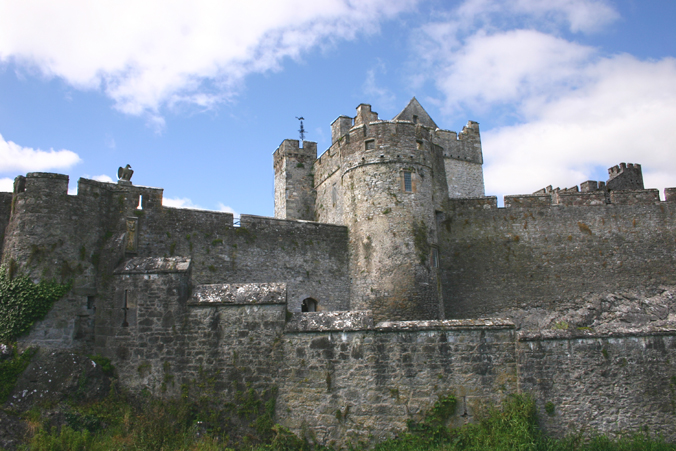
Castle von Cahir
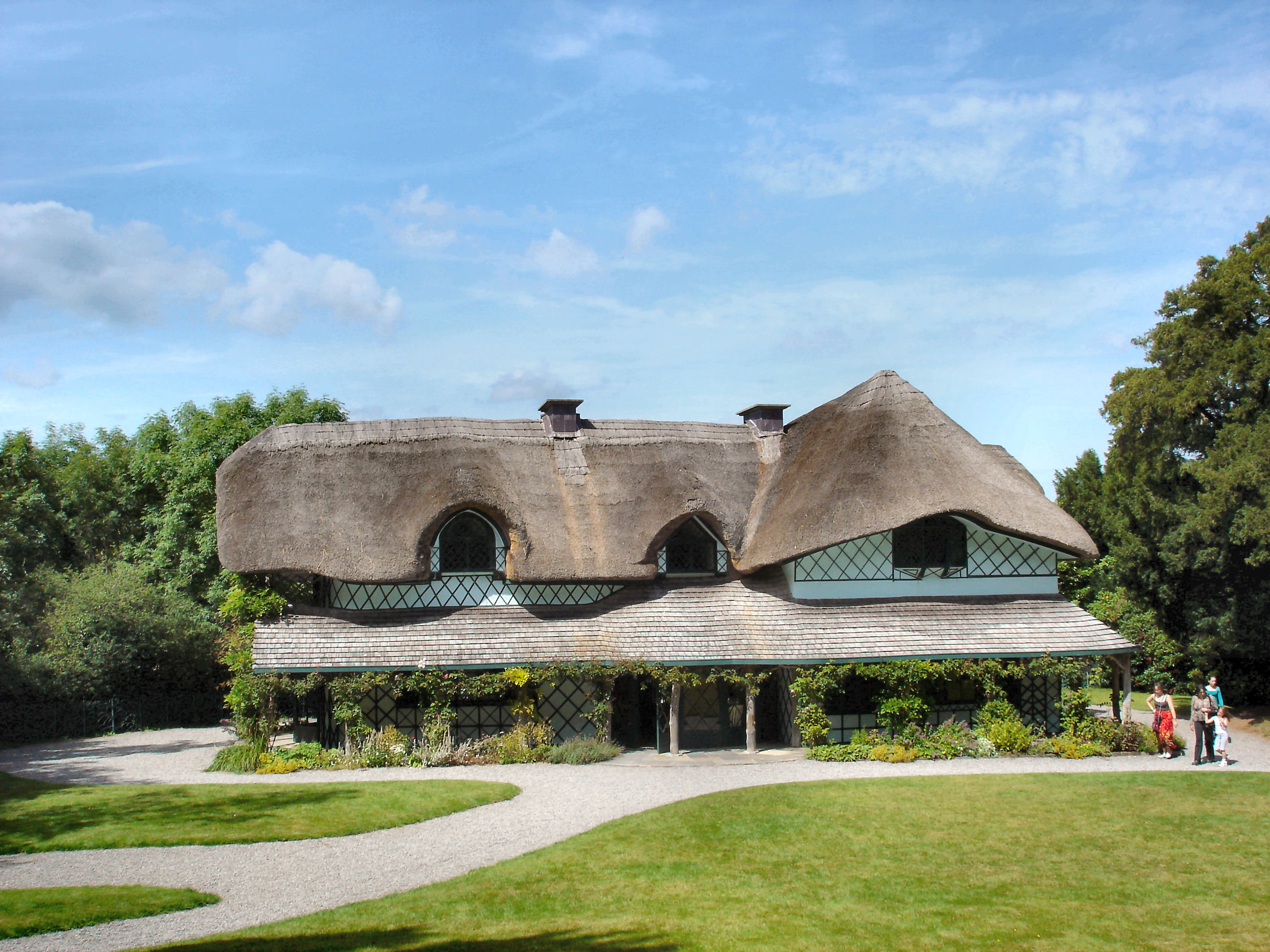
Swiss Cottage Cahir
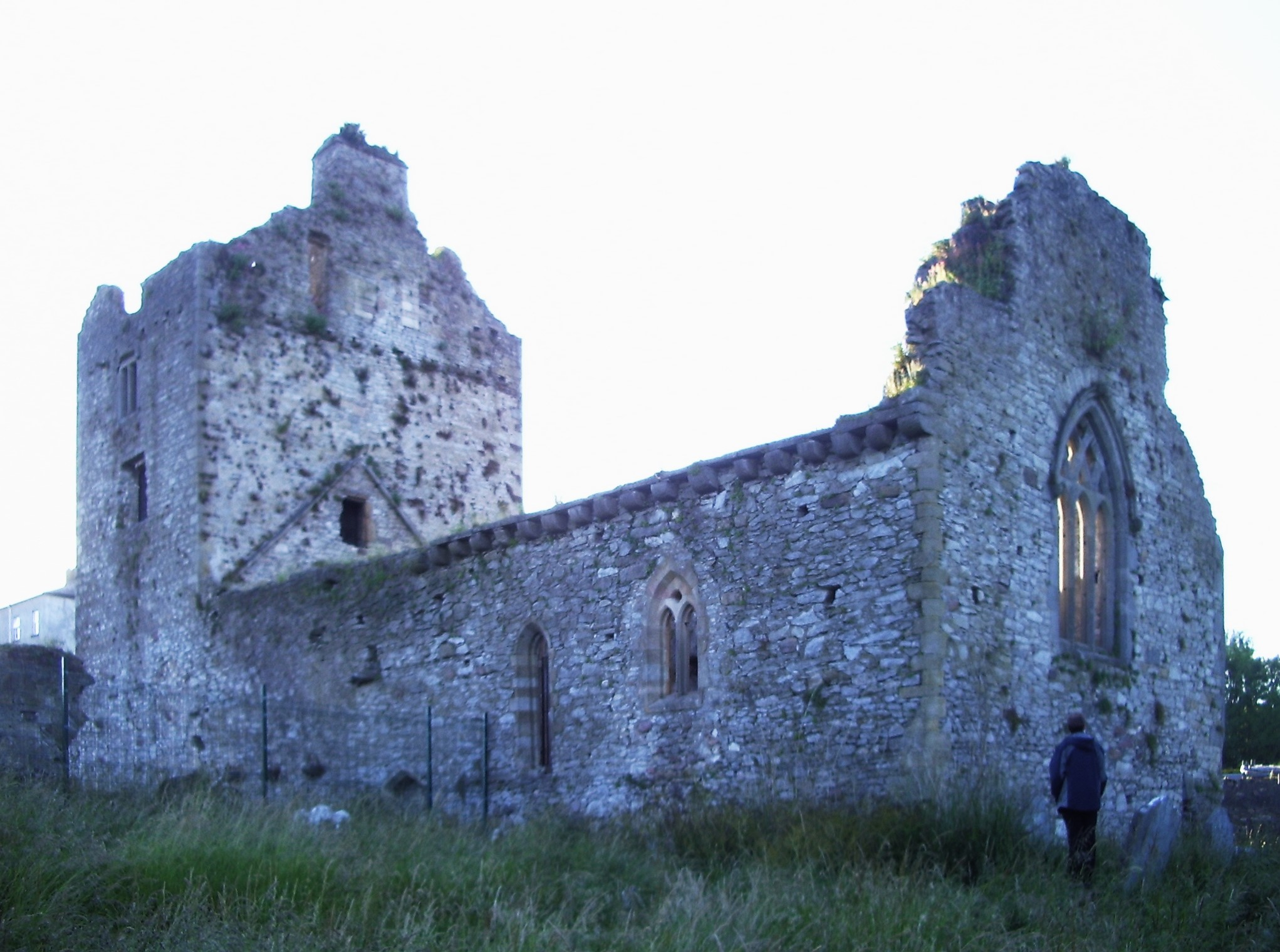
Ruine der Cahir Abbey

## Söhne und Töchter der Stadt
- Allan James Foley (1835–1899), Opernsänger (Bass)
- John N. Dempsey (1915–1989), US-amerikanischer Politiker